# Royals
"Royals" är en låt framförd av den nyzeeländska sångerskan Lorde, ursprungligen släppt på The Love Club EP i november 2012, senare på albumet Pure Heroine i september 2013. Den kom även ut som digital singel 19 mars 2013. Endast 16 år gammal skissade Lorde fram sångtexten under en halvtimme och slutförde den tillsammans med producenten Joel Little. Låtens intention var att parodiera och ta ställning från popartisters lyxiga livsstil. Inspirationskällor var diverse rapmusik samt artisten Lana Del Rey.
Låten rönte stora kommersiella framgångar, vilket har övergått de flesta förväntningar. Den lyckades behålla Billboard Hot 100-listans förstaplats i nio veckor samt toppa listorna i ett flertal andra länder, däribland Kanada, Irland, Nya Zeeland och Storbritannien.
Musikvideon regisserades av Joel Kefali och hade premiärvisning online på Lordes Youtube-kanal den 12 maj 2013.

## Bakgrund
Lorde upptäcktes av A&R-representanten Scott MacLachlan från Universal Music Group vid 12 års ålder när MacLachlan fick se videoklipp från när Lorde uppträdde vid skolans årliga talangtävling. Vid 13 års ålder började hon skriva sina egna låtar. MacLachlan gjorde flera försök att hitta låtskrivare och producenter som skulle kunna arbeta med Lorde, men utan framgång. Till slut parade han ihop Lorde med Joel Little i december 2011.

## Låtskrivandet
Lorde skrev texten till "Royals" på en halvtimme i sitt hem i juli 2012. Hon spelade in den med Joel Little vid hans Golden Age Studios i Morningside, Auckland. Inom en veckas tid hade Lorde slutfört inspelningen av "Royals" under ett skollov.

## Låtlista
Alla låtar skrivna av Lorde och Joel Little.
| 1. | Royals | 3:09 |

| 1. | Royals  | 3:09 |
| 2. | Bravado | 3:41 |

## Produktion
- Stuart Hawkes – mastering
- Joel Little – instrumentation, ljudmix, ljudtekniker, producent

Enligt albumet Pure Heroine

## Listplaceringar
| Lista (2013–14)                          | Högsta position |
| ---------------------------------------- | --------------- |
| Danmark (Tracklisten)                    | 3               |
| Finland (Finlands officiella lista)      | 8               |
| Frankrike (SNEP)                         | 4               |
| Irland (IRMA)                            | 1               |
| Italien (FIMI)                           | 1               |
| Kanada (Canadian Hot 100)                | 1               |
| Norge (VG-lista)                         | 3               |
| Nya Zeeland (RIANZ)                      | 1               |
| Schweiz (Swiss Music Charts)             | 3               |
| Sverige (Sverigetopplistan)              | 4               |
| Spanien (PROMUSICAE)                     | 9               |
| Storbritannien (Official Charts Company) | 1               |
| Tyskland (Media Control Charts)          | 8               |
| USA (Billboard Hot 100)                  | 1               |
| Österrike (Ö3 Austria Top 40)            | 2               |